# サバゲノコギリクワガタ
サバゲノコギリクワガタ (Prosopocoilus savagei) は、コウチュウ目・クワガタムシ科・ノコギリクワガタ属の1種である。

## 形態
体長はオスが26 - 63mm、メスが21.5 - 30mm。
体色が明るくなる種類で、胸部を中心にオレンジ色の模様が映え、脚の付け根周辺もオレンジ色に染まる（個体によって染まる度合いが異なる）。
またメスにはオス以上に強い光沢が現れる。
オスの大顎は、前方に伸びた後に軽く内側に湾曲する。大型の個体ほど全長に占める大顎の相対的な割合も大きくなり、付け根部分を含めて赤く染まる。
また、トーゴ産の個体とコンゴ産の個体で体色が異なり、コンゴ産の個体は橙色の部分が黒に染まる。
種小名のsavageiは「野蛮人、残虐、野生」などの意味合いを持つ。

## 分布
アフリカ中部から東部（ギニアからコンゴ共和国）

## 生態
savageiの名の通り、気性が荒い種類である。飼育するときなどの際オスがメスを殺すことが多い。
成虫での寿命は約6 - 12ヶ月、幼虫期間は6 - 8ヶ月である。

## 亜種
P. g. surturなどが記載されているが、詳細は不明。

## 関連
- ミラビリスノコギリクワガタ